# Manel Forcano i Aparicio
Manel Forcano i Aparicio (Barcelona, 2 d'agost de 1968) és un poeta, hebraista i traductor català. Va ser director de l'Institut Ramon Llull de 2016 a 2018.

## Biografia
Va estudiar hebreu a la Universitat de Barcelona i a Israel, al quibuts Ha-Oguen, a la Universitat de Haifa i a la Universitat Hebrea de Jerusalem. Ha completat la seva formació estudiant àrab a Síria, a la Universitat de Damasc, i a Egipte, a l'International Language Institut del Caire. És doctor en filologia semítica per la UB i entre 1996 i 2004 va exercir de professor d'hebreu, arameu i d'història del Pròxim Orient antic a la mateixa universitat. També ha ensenyat història del Pròxim Orient antic a la Fundació Arqueològica Clos-Museu Egipci de Barcelona i ha estat professor d'hebreu a l'Associació de Relacions Culturals Catalunya-Israel (1992-98) i a la Universitat de Girona (1995). Durant els anys 1995 i 1996 va ser el traductor oficial del consolat d'Israel a Barcelona. Ha participat en el Projecte Manumed de la Unió Europea (2000-2004) per a la catalogació a les biblioteques dels manuscrits àrabs i sirians dels països de la riba sud de la Mediterrània, amb missions actives a Alep i Damasc. Ha adaptat llibrets d'òpera barroca per a la Reial Companyia Òpera de Cambra de Barcelona. Entre l'any 2004 i el 2015 va treballar com a documentalista i dramaturg a la Fundació Centre Internacional de Música Antiga, de Jordi Savall, de la qual és vocal. Forma part del grup de poetes conegut com els "Imparables".
Entre 2016 i 2018 fou director de l'Institut Ramon Llull.

## Obra

### Poesia
- D'un record a l'altre, 1992 (vegeu el volum 4 poetes 92)
- Les mans descalces, 1992
- De nit, 1999
- Com un persa, 2000
- Corint, 2000
- El tren de Bagdad, 2003
- Llei d'estrangeria, 2008
- Estàtues sense cap, 2013
- Ciència exacta, 2014
- A tocar, 2020
- Arabesc, 2022

### Assaig
- La lletra apologètica del Rabí Iedaia ha-Peniní: un episodi de la controvèrsia mainonidiana a Catalunya i Provença, 2003
- Dogmàtica imparable, 2004 (amb Sebastià Alzamora i Hèctor Bofill)
- A fil d'espasa: les Croades vistes pels jueus, 2007
- Història de la Catalunya jueva, 2010 (amb Sílvia Planas i Marcé)
- Els jueus catalans, 2014
- Atles de la història dels jueus de Catalunya, 2019 (amb cartografies de Víctor Hurtado)
- Tres savis jueus de la Barcelona medieval (Dalmau, 2021)
- La càbala (Editorial Base, 2025)

## Traduccions

### Poesia
- Iehuda Amikhai, Queda't amb mi
- Iehuda Amikhai, Clavats a la carn del món
- Pinkhas Sadé, El déu abandona David (Proa, 2002)
- Ronny Someck, Amor pirata

### Novel·la
- Amos Oz, El mateix mar (amb Roser Lluch)
- Yudl Rosenberg, El gólem o els fets miraculosos del Maharal de Praga (Adesiara, 2013)
- Mahi Binebine, Carrer del perdó (Angle, 2021)
- Fatima Daas, L'última, la més petita (Angle, 2021)

### Teatre
- Gabriele d'Annunzio, El martiri de sant Sebastià

### Llibres de viatges
- Ibn Battuta, Els viatges (amb Margarida Castells)
- Marco Polo, La descripció del món: llibre de les meravelles
- E.M. Forster, Faros i Farelló, una evocació d'Alexandria

### Assaig
- Llibre de la Creació (Fragmenta, Barcelona, 2012) ISBN 978-84-92416-59-2 (en castellà, Libro de la Creación, Fragmenta, Barcelona, 2013, ISBN 978-84-92416-71-4)
- Llibre de la Claredat (Fragmenta, 2023)
- El Talmud dels jueus (Angle, 2021)

### Apologètica hebraica
- Els antievangelis jueus[6] (Adesiara, Martorell, 2017) ISBN 978-84-16948-02-4

## Premis literaris
- 1992: Premi Amadeu Oller per D'un record a l'altre
- 1992: Premi de Poesia Josep López Picó per Les mans descalces
- 1995: Viola d'or i d'argent dels Jocs Florals de Barcelona per De nit
- 2000: Flor Natural dels Jocs Florals de Barcelona per Corint
- 2002: Premi Internacional Europa Giovani Tívoli per Com un persa
- 2002: Premi Cavall Verd per Clavats a la carn del món de Iehuda Amikhai
- 2003: Premi Carles Riba per El tren de Bagdad
- 2006: Premi Crítica Serra d'Or de traducció per Els viatges d'Ibn Battuta
- 2014: Premi Miquel de Palol de poesia per Ciència exacta